# 佐藤裕二 (アナウンサー)
佐藤 裕二（さとう ゆうじ、1972年12月30日 - ）は、名古屋テレビ放送（メ〜テレ）のアナウンサー、アナウンス部部長。大分県大分市出身。血液型O型。大分市立稙田西中学校、大分県立大分雄城台高等学校、法政大学卒業。妻はタレントの高瀬桃子。

## 来歴
高校卒業後は1年間浪人し、滑り止めで受けていた法政大学に入学（本人談）。大学在学中に、自主マスコミ講座に第7期生として参加する。
1996年4月、名古屋テレビ（以下メ〜テレ）に入社。入社以来、スポーツ中継から情報番組、バラエティ番組まで幅広く担当している。
過去にはメ〜テレにおける中日ドラゴンズ戦ほかスポーツ中継および取材を一手に担っていた（Jリーグを除く）。ただし、メ〜テレにはホーム戦中継の放送権が無いため、佐藤が担当するのはリポートが主であった。メ〜テレが中継可能なビジター戦においては、年に数回程度ではあるが実況を担当することもあった。
2011年3月28日からは『ドデスカ!』のメインキャスターを担当。以来佐藤がスポーツ中継を担当することはなくなったが、2016年4月からはスポーツコーナーも兼任。中日の春季キャンプ時には選手への取材も度々行っている。
2020年3月27日をもって長年務めた『ドデスカ!』のメインキャスターを勇退。翌週の3月30日からは7時台のレギュラーコメンテーターとして引き続き出演していたが、4月14日より『アップ!』で新型コロナウイルスの流行に伴いキャスター2班制の措置が取られる。メインキャスターの後輩・鈴木しおりが、第1子妊娠中で感染リスクがあることに憂慮し、同番組のメインキャスターに暫定異動となり、『ドデスカ!』は出演休止となった。7月末、『アップ!』の番組開始より15年間務めた先輩・星恭博のアナウンス部長就任、同じく、鈴木が秋に出産予定で産休入りのためともにメインキャスターを卒業。その後任として8月3日から番組サブキャスターだった倉橋友和とともに正式に同番組のメインキャスターに就任、月・火曜日担当となった。
10月2日、『ドデスカ!』に生出演し、番組卒業を正式発表。放送開始から出演してきた番組を卒業した。
同年10月5日から『アップ!』に正式に異動して月〜水曜担当となり、3月まで「ドデスカ」に出演していた上坂嵩、島津咲苗とともに番組を進行した。2021年10月に鈴木が産休から復帰しコメンテーターに異動するも、2023年7月より鈴木の再度の産休入りに伴い、再びメインキャスターを務める。
2023年10月『アップ!』の番組終了後よりアナウンス部長を務めている。

## 人物
- 趣味・特技：花、釣り（入門編）[5]
- 好きな食べ物：とり天[6]、唐揚げ[7]、ラーメン[8]（Instagramには頻繁に投稿している）
- 家族は妻、娘[9]

## 現在の担当番組
- メ〜テレNEWS

## 過去の担当番組
- アップ!（2020年4月14日 - 2023年9月29日〈月曜 - 木曜〉[10]）
- コケコッコー
- 名古屋テレビぐっとイブニング
- 名古屋テレビニュース
- スポーツ中継（プロ野球、高校野球、全日本大学駅伝など）
- SPOKEN!（研究員役、ナレーター）
- オトナになりたい
- テレビ丸まるチェック
- ドラゴンズくらぶ
- 速報!甲子園への道（1998年、東海3県の担当）
- Doビデオ
- Bella Spirito
- TRYあんぐる（金曜フィールドキャスター、ドラゴンズリポート担当）
- メ〜テレワイド サンダー5
- メ〜テレワイド ウルたま
- 名古屋行き最終列車（駅員役、刑事役）
- ドデスカ!（メインキャスター→メインキャスター兼スポーツキャスター→コメンテーター）（開始～2020年4月11日まで）

## 映画
- クレヨンしんちゃん ガチンコ!逆襲のロボとーちゃん（2014年） - 本人役（声の出演）

## 連載
- 東海ウォーカー ニュースの時間（角川マーケティング）